# Bibliothèque Luis Ángel Arango
La Bibliothèque Luis Ángel Arango (BLAA, Biblioteca Luis Ángel Arango en espagnol) est une bibliothèque colombienne. Elle est la plus importante du pays, avec la Bibliothèque nationale de Colombie, et considérée comme une des meilleures de toute l'Amérique latine.
La mission principale de la BLAA est de rendre accessible ses services et collections à tout la population du pays. De plus, elle agit activement pour la préservation et la diffusion du patrimoine culturel colombien. Elle est l’une des bibliothèques les plus visitées dans le monde.

## Historique
La Bibliothèque Luis Ángel Arango est créée le 20 février 1958 par la Banque de la République de Colombie, dont elle est toujours une filiale. À l’heure actuelle, la BLAA fait partie d’un réseau culturel national, le Réseau culturel de la Banque de la République (Red cultural del Banco de la República en espagnol), qui lie 22 bibliothèques publiques, 5 centres de documentation régionaux et 3 centre de références à 29 villes du pays. La bibliothèque comprend aussi des salles de concerts et d’expositions, un service de reprographie, une cafétéria et une librairie spécialisée en littérature colombienne.
Plusieurs bâtiments hors-murs appartiennent à la BLAA, notamment, depuis 2000, le Musée Botero, situé dans l'ancien palais épiscopal (le Palacio Arzobispal en espagnol), ainsi que la Maison Gómez Campuzano, située dans le nord de la capitale.
Cette dernière faire office de salle complémentaire au bâtiment principal de la Bibliothèque Luis Ángel Arango et y accueille les œuvres du peintre colombien Ricardo Gómez Campuzano, des collections de particuliers offertes en donation à la Banque de la République, en plus de servir d’espace pour des ateliers culturels variés.

### Des origines à la fondation
Quand la Banque de la République de Colombie est créée en 1923, elle hérite d'une petite collection de livres provenant du Conseil de conversion qui s'occupait de la conversion des billets en or. Cette collection est alors mise à la disposition des employés de la banque. La collection croît lentement et, en 1932, une première bibliothécaire est engagée. En 1933, pour le « développement des études économiques », la bibliothèque est ouverte au public. Elle compte rapidement 10 000 volumes principalement consacrés aux études économiques et monétaires. Elle est installée au siège même de la Banque (dans ce qui est aujourd'hui le ministère de l'Agriculture colombien). En 1944, elle achète sa première collection privée, celle de Laureano García Ortiz, écrivain et homme politique, dont la bibliothèque comptait plus de 30 000 volumes comprenant des manuscrits de l'époque coloniale. En 1949, une salle de lecture de 25 places est aménagée et un catalogue en deux volumes est publié.

### L’œuvre de Luis Ángel Arango
En 1955, Luis Ángel Arango devient directeur de la Banque. Il décide alors de construire un nouveau siège pour la bibliothèque et de faire de celle-ci une bibliothèque publique ouverte à toute la population. Le nouveau bâtiment, inauguré en 1958, qui est toujours celui de la bibliothèque, est alors nommé en son honneur Biblioteca Luis Ángel Arango. Arango étant mort en 1957, il n'a pas vu cette construction achevée.

## Collection
La collection de la Bibliothèque Luis Ángel Arango comprend plus de 2 millions de volumes. Plusieurs dons de collections particulières ont été aussi ajoutées à la collection publique des bibliothèques du réseau national, comme celles du collectionneur de poésie Alvaro Restrepo Vélez ou de l’économiste et avocat Alfonso Palacio Rudas. Cette dernière collection, offerte en 1997 et rendue disponible au public en 2001, comprend près de 41 500 documents.

### Collection virtuelle
Depuis 1996, la bibliothèque travaille au développement d’une collection digitale, une première en Amérique latine. Aujourd’hui, la collection virtuelle de la BLAA offre plus de 16 000 documents numériques, 3000 photographies historiques, 400 articles de presse, ainsi que des expositions virtuelles. En moyenne, 22 millions de visites y sont enregistrées à chaque année. L’information accessible au public prend la forme de livres, de pages interactives, de photographies, de reproductions artistiques, de périodiques ou de matériel géographique, ainsi que d’archives vidéo et sonores.

### Collection philatélique
Initiée par le Centre culturel de Medellín en 1977, la collection philatélique de la Banque de la République, aujourd’hui aussi disponible en version numérique, comporte plus de 470 000 timbres internationaux et colombiens retraçant l’histoire postale, mais aussi politique, sociale et culturelle, du pays. Les plus vieux timbres nationaux datent de 1859.

## Bâtiment
Son siège principal est à Bogota, dans le quartier de La Candelaria (le centre historique). Depuis sa fondation en 1958, la bibliothèque subit des transformations importantes afin de répondre aux besoins de ses usagers, les plus importantes ayant eu lieu en 1966 et en 1990. Aujourd’hui, elle atteint une superficie de 45 000 m2 qui lui permettent d’accueillir près de 5000 visiteurs quotidiennement. Sur place, 1900 places assises sont disponibles.

## Départements
En plus de son activité de lecture publique, la BLAA regroupe aussi d'autres services :
- la Maison de la Monnaie de Colombie rassemblant les collections numismatiques de la Banque de la République de Colombie
- le Musée Botero abritant une partie de la collection du peintre Fernando Botero confiée à la Banque de la République de Colombie
- le Musée d’Art Miguel Urrutia (MAMU) pour la collection d’art national et international de la Banque de la République
- la Maison Gómez Campuzano, réunissant plus de 400 œuvres de la collection personnelle du peintre Ricardo Gómez Campuzano, l’une des figures de l’art colombien du début du 20e siècle. Le bâtiment comme les oeuvres ont été offertes en 1997 par la famille de l’artiste[5].